# Баалшамин
Баалшамем (ханаанейско-аморейск. ܒܥܠ ܫܡܝܢ Баал + шамем (небо); арам. Баалшамин, финик. 𐤁𐤏𐤋 𐤔𐤌𐤌, др.-евр. בַּעַל שָׁמַיִם‬ (Бааль Шамаим), араб. Баалсамин‎) — «хозяин небес») — в западносемитской мифологии — бог неба, иногда — бог солнца.
Баалшамину поклонялись в разное время в разных местах в древнем Ближнем Востоке, особенно в Ханаане/Финикии и Сирии. Атрибутами бога были орел и молния.
Баалшамем почитался в Пальмире до II—III вв., в Эдессе даже в V в. н. э.

## Имена
Наиболее употребимые имена бога — Баалшамин и Бааль Шамем. Среди других вариаций — Балсамем, Балсамин, Балшамем, Бельшим.
Изначально Баалшамин — титул бога Адада (около 2 тыс. до н. э.), однако позднее (ок. 1 тыс. до н. э.) стал самостоятельным божеством.